# John Edward
John Edward McGee Jr. (nascido em 19 de outubro de 1969) é uma personalidade televisiva americana, escritor e autoproclamado médium.
Depois de escrever seu primeiro livro sobre o assunto em 1998, Edward se tornou uma figura conhecida (e controversa) nos Estados Unidos, com seus programas transmitidos no Sci-Fi Channel estreando em julho de 2000, além de serem transmitidos pela We TV desde maio de 2006.

## Biografia
Edward (nascido em Glen Cove, Nova Iorque) é o filho único de um policial irlandês-americano e uma mãe trabalhadora ítalo-americana. Ele foi criado como católico romano e, embora mais tarde tenha parado de praticar, afirmou que nunca deixou de se sentir conectado a Deus e às suas raízes católicas. Edward foi citado dizendo: "Isso é algo que é movido pela crença em Deus. É a energia dessa força que eu acho que nos permite criar essa energia".
De acordo com Edward, quando ele tinha 15 anos e era "um grande cético" (em habilidades psíquicas), ele foi lido por uma mulher de Nova Jérsei que o convenceu de que ele poderia se tornar um médium.

"Ela me contou coisas que não tinha como saber. E a primeira parte da leitura foi que esse era o caminho que eu deveria seguir, que eu deveria ser professor e ajudar as pessoas, e eu achei que ela estava louca."

Mais tarde, Edward trabalhou como flebotomista enquanto cursava administração de saúde na Universidade de Long Island. Ele conheceu sua esposa, Sandra McGee, quando era estudante em um estúdio de dança e se tornou instrutor de dança de salão. Ele e sua esposa têm um filho e uma filha; sua segunda filha, Olivia, é atriz.

## Programas de televisão
Edward publicou seu primeiro livro, One Last Time, em 1998. Sua aparição relacionada no Larry King Live no final do ano provocou ligações telefônicas suficientes para sobrecarregar a mesa telefônica do programa. No ano seguinte, Edward teve seu próprio programa.

### Crossing Over with John Edward
De 2001 a 2004, Edward foi produtor e apresentador do programa Crossing Over with John Edward, que foi distribuído e transmitido pelo Sci-Fi Channel nos Estados Unidos e pela Living TV no Reino Unido. Em Crossing Over, Edward fazia leituras psíquicas para o público.

#### Formato do programa
As leituras em Crossing Over envolvem Edward questionando os membros da plateia sobre o que é apresentado como informação supostamente "comunicada" por amigos e parentes falecidos. Edward diz que recebe imagens e pistas do "outro lado" que o público deve tentar interpretar. O público não deve fornecer a Edward nenhuma informação prévia sobre si mesmo, sua família ou com quem está tentando se conectar "do outro lado", além de questionários preenchidos antes da gravação. Os membros da plateia respondem às declarações e perguntas de Edward, adicionando quaisquer detalhes que considerem apropriados. O programa frequentemente utiliza uma tela dividida, a exibição de uma leitura sem som em uma metade da tela, enquanto na outra metade os sujeitos da leitura são mostrados em uma entrevista posterior enquanto discutem suas experiências. Uma narração de Edward também é implementada às vezes, compartilhando mais insights.
Em outros casos, Edward conduzia sessões privadas longe da plateia do estúdio. Os participantes desses segmentos posteriormente falavam com mais detalhes sobre a situação que os levou à leitura com Edward e o efeito que a leitura teve em suas vidas. Periodicamente, os segmentos revisitam pessoas que já apareceram no programa.

#### Especial do 11 de setembro
Logo após os ataques de 11 de setembro de 2001, Edward começou a gravar pelo menos um especial no qual se encontrou com alguns parentes das vítimas, com a intenção de se comunicar com os mortos. De acordo com a autobiografia de Edward, ele não sabia que os produtores haviam escolhido as famílias das vítimas para participar do programa. A revista especializada Broadcasting & Cable publicou uma matéria, "'Psíquico' planeja show para vítimas do WTC", no fax por assinatura diário enviado à mídia e aos executivos de emissoras de TV em 25 de outubro de 2001.
Steve Rosenberg, presidente de televisão doméstica da Studios USA, a empresa que distribui o programa de Edward, havia programado provisoriamente a transmissão do(s) programa(s) durante o período de varreduras de novembro, mas a notícia da gravação provocou uma onda de protestos em todo o país. Tanto o Sci Fi Channel quanto a produção de Crossing Over with John Edward foram inundados com telefonemas e e-mails, alguns expressando indignação com a exploração da tragédia nacional, outros com o que consideraram uma extrema falta de gosto em busca de audiência. Rosenberg inicialmente ignorou as críticas, insistindo que a programação continuaria conforme o planejado, mas em poucas horas cancelou seus planos.

### John Edward Cross Country
O programa seguinte de Edward, John Edward Cross Country, foi transmitido pela We TV de março de 2006 até o final de 2008. Em cada episódio, após uma leitura, Edward é filmado visitando a pessoa ou pessoas cuja leitura foi televisionada, junto com suas famílias, para ver como a experiência mudou suas vidas.
Durante a primeira temporada de Cross Country, Edward viajou pelos Estados Unidos, fazendo leituras para grandes plateias em locais públicos. Nas temporadas subsequentes, o programa foi transmitido em um cenário semelhante ao usado em Crossing Over.

## Apresentações internacionais
As turnês de Edward fora dos Estados Unidos incluíram apresentações no Canadá, Austrália, Reino Unido e Irlanda. Em resposta ao anúncio de sua turnê australiana de 2019, o The Sydney Morning Herald publicou um artigo de Peter FitzSimons que chamou Edward de fraude.

## Veracidade das habilidades
Os críticos de Edward afirmam que ele executa as técnicas mentalistas de leitura a quente e leitura a frio, nas quais se usa respectivamente conhecimento prévio ou uma ampla gama de palpites rápidos e às vezes gerais para criar a impressão de habilidade psíquica. Escolhendo a primeira leitura de uma fita de duas horas de programas editados como amostra, o ilusionista e cético James Randi descobriu que apenas 3 das 23 declarações feitas por Edward foram confirmadas como corretas pelo membro da audiência que estava sendo lido, e as três declarações que estavam corretas também eram triviais e indefinidas.
Em outubro de 2007, Edward apareceu no programa Headline Prime, apresentado por Glenn Beck. Quando perguntado se aceitaria o desafio "The Amazing Randi's", Edward respondeu: "É engraçado. Eu estava no Larry King Live uma vez e me fizeram a mesma pergunta. E eu fiz uma piada [naquela época], e direi a mesma coisa aqui: por que eu me permitiria ser testado por alguém cujo primeiro nome é um adjetivo?" Beck simplesmente permitiu que Edward continuasse, ignorando o desafio.
Em outro incidente, Edward teria usado conhecimento prévio para fazer leitura a quente em uma entrevista no programa de televisão Dateline. James Underdown do Independent Investigative Group (IIG) compareceu a um programa do Crossing Over em novembro de 2002 e disse que "não havia indícios de que alguém que eu vi coletasse informações... nenhuma de suas leituras continha o tipo de informação específica que levantaria suspeitas. ... John Edward era um péssimo leitor a frio. Ele também teve dificuldades para obter acertos e, em uma tentativa, deu quase 40 palpites antes de encontrar qualquer alvo significativo."
Underdown também afirmou que a aparente precisão de Edward na televisão pode ser inflada pelo processo de edição. Depois de assistir à versão transmitida do programa que ele havia assistido e gravado, Underdown atribuiu grande parte da precisão de Edward na televisão à edição e escreveu: "O editor de Edward ajustou muitos dos becos sem saída de uma leitura cheia de erros." Em 2002, Edward disse: "As pessoas ficam no estúdio por oito horas e temos que editar o programa por tempo, não por conteúdo. Não tentamos esconder os 'erros'."
Edward negou ter usado técnicas de leitura quente ou fria.
Em um quadro de 2019 do Last Week Tonight, Edward e outros médiuns proeminentes da TV foram apresentados. Vários clipes de Edward tentando leitura fria e não conseguindo "resultados" foram incluídos, bem como um clipe de Edward dizendo a um membro da plateia: "Só posso te dizer o que estão me mostrando, e se ele está chamando sua mãe de vagabunda, eu vou repassar isso". John Oliver criticou a natureza predatória da indústria psíquica, bem como a mídia por promover médiuns, porque isso convence os espectadores de que os poderes psíquicos são reais e, assim, permite que médiuns locais ataquem famílias enlutadas. Oliver disse: "... quando as habilidades psíquicas são apresentadas como autênticas, isso encoraja um vasto submundo de abutres inescrupulosos, mais do que felizes em ganhar dinheiro oferecendo uma linha aberta para a vida após a morte, bem como muitos outros serviços idiotas."

## Aparições na mídia
Edward apareceu ou foi mencionado em muitos programas de televisão, incluindo 20/20 da ABC, The Big Idea with Donny Deutsch, The Crier Report, Dateline, The Early Show, Entertainment Tonight, Family Guy, Fox & Friends, Jimmy Kimmel Live!, Larry King Live, America Undercover da HBO, Live with Kelly and Mark, Maury, Oprah, Penn & Teller: Bullshit!, The 7pm Project, The Tony Danza Show, The View, Smallville, The Wayne Brady Show, Will & Grace, Keeping up with the Kardashians, Kourtney and Kim Take New York e Dr. Phil. bem como no episódio "Compassion" da 14ª temporada de Law and Order.
A série animada de TV para adultos South Park apresentou Edward no episódio "The Biggest Douche in the Universe". Os co-criadores da série, Trey Parker e Matt Stone, creditam James Randi pela explicação de Stan sobre leitura fria.